# يوجي كيرولان
يوجي كيرولان (باليابانية: キローラン 裕人) (4 نوفمبر 1987 في طوكيو في اليابان – )؛ هو لاعب كرة قدم كان يلعب كمدافع.